# خانه حسین‌زاده
خانه حسین‌زاده (یاشار) مربوط به دوره قاجار است و در تبریز، خیابان چایکنار، کوچه ملاباشی، پلاک ۱۷ واقع شده و این اثر در تاریخ ۱۴ مرداد ۱۳۸۲ با شمارهٔ ثبت ۹۴۷۲ به‌عنوان یکی از آثار ملی ایران به ثبت رسیده است.